# Юніорська збірна Іспанії з хокею із шайбою
Юніорська збірна Іспанії з хокею із шайбою — національна юніорська збірна Іспанії, яка представляє свою країну на міжнародних змаганнях з хокею із шайбою. Управління збірною здійснюється Іспанською федерацією зимових видів спорту.

## Результати

### Чемпіонат Європи до 18/19 років
| - 1976 — 9 місце група В - 1977 — 8 місце група В - 1978 — 3 місце група С - 1979 — 2 місце група С - 1982 — 2 місце група С - 1983 — 4 місце група С - 1984 — 4 місце група С - 1986 — 3 місце група С - 1988 — 2 місце група С - 1989 — 1 місце група С - 1990 — 8 місце група В - 1991 — 7 місце група В - 1992 — 6 місце група В - 1993 — 7 місце група В - 1994 — 8 місце група В - 1995 — 6 місце група С1 - 1996 — 8 місце група С - 1997 — 2 місце група D - 1998 — 4 місце група D |

### Чемпіонати світу з хокею із шайбою серед юніорських команд
- 1999 — 1 місце Дивізіон ІІ Європа
- 2000 — 8 місце Дивізіон І Європа
- 2001 — 3 місце Дивізіон ІІІ
- 2002 — 3 місце Дивізіон ІІІ
- 2003 — 5 місце Дивізіон ІІ А
- 2004 — 4 місце Дивізіон ІІ А
- 2005 — 4 місце Дивізіон ІІ А
- 2006 — 6 місце Дивізіон ІІ А
- 2007 — 1 місце Дивізіон ІІІ
- 2008 — 5 місце Дивізіон ІІ В
- 2009 — 5 місце Дивізіон ІІ А
- 2010 — 3 місце Дивізіон ІІ В
- 2011 — 4 місце Дивізіон ІІ В
- 2012 — 3 місце Дивізіон ІІ В
- 2013 — 2 місце Дивізіон ІІ В
- 2014 — 2 місце Дивізіон ІІ В
- 2015 — 2 місце Дивізіон ІІ В
- 2016 — 2 місце Дивізіон ІІ В
- 2017 — 2 місце Дивізіон ІІ В
- 2018 — 1 місце Дивізіон ІІ В
- 2019 — 6 місце Дивізіон ІІ А
- 2022 — 2 місце Дивізіон ІІ В
- 2023 — 6 місце Дивізіон ІІ А
- 2024 — 2 місце Дивізіон ІІ В
- 2025 — 1 місце Дивізіон ІІ В